# كاميسانو فيسينتينو
كاميسانو فيسينتينو (بالإيطالية: Camisano Vicentino)‏ هي مدينة في مقاطعة فشنزة بمنطقة فنيتة، شمال إيطاليا.